# Kamila Shamsie
Kamila Shamsie (Karachi, 1973) és una escriptora pakistanesa en anglès.

## Biografia
Va estudiar a un dels instituts anglesos de Karachi. Més tard, mentre es formava en escriptura creativa a les universitats de Nova York i Massachusetts, va escriure la seva primera novel·la, In the City by the Sea, que va guanyar el Prime Minister's Award for Literature (premi de literatura del primer ministre) del Pakistan. Filla d'una família amb quatre generacions d'escriptores, va optar per al gènere de la novel·la. Obra seva va ser traduïda a nombrosos idiomes. L'any 2013 va ser seleccionada a la llista dels vint millors escriptors joves britànics de l'any que publica anualment la prestigiosa revista Granta. La novel·la Burnt Shadows va ser traduïda al català per Anna Llisterri i Boix. Ombres cremades és una història de dues famílies que arrenca en el bombardeig de Nagasaki, continua al Pakistan dels anys vuitanta i acaba després de l'enderrocament de les torres bessones, amb la guerra de l'Afganistan. L'abril de 2014 va sortir al Regne Unit la novel·la A God in Every Stone. i el 2017 va seguir Home Fire.

## Obra publicada
- In the City by the Sea (1998) ISBN 0-14-028181-9
- Salt and Saffron (2000) ISBN 1-58234-261-X
- Kartography (2002) ISBN 0-15-602973-1
- Broken Verses (2005) ISBN 0-15-603053-5
- Offence : the Muslim case (2009) ISBN 1-906497-03-6
- Burnt Shadows (2009) ISBN 0-312-55187-8, traduït el 2011 al català com Ombres cremades per Anna Llisterri i Boix.[4]
- A God in Every Stone (2014) ISBN 1408847213